# Festuca paphlagonica
Festuca paphlagonica là một loài thực vật có hoa trong họ Hòa thảo. Loài này được (St.-Yves) Markgr.-Dann. mô tả khoa học đầu tiên năm 1981.